# هیرویوکی تانیگوچی
هیرویوکی تانیگوچی (انگلیسی: Hiroyuki Taniguchi؛ زادهٔ ۲۷ ژوئن ۱۹۸۵) بازیکن فوتبال اهل ژاپن است.
از باشگاه‌هایی که در آن بازی کرده‌است می‌توان به باشگاه فوتبال یوکوهاما مارینوس، باشگاه فوتبال کاوازاکی فرونتال، باشگاه فوتبال ساگان توسو، و باشگاه فوتبال کاشیوا ریسول اشاره کرد.
وی همچنین در تیم ملی فوتبال ژاپن بازی کرده‌است.